# Jeziorany
Jeziorany (in tedesco Seeburg) è un comune urbano-rurale polacco del distretto di Olsztyn, nel voivodato della Varmia-Masuria.
Ricopre una superficie di 213,51 km² e nel 2004 contava 8 185 abitanti.